# Liste der Bodendenkmäler in Parkstein
Auf dieser Seite sind die Bodendenkmäler in dem Oberpfälzer Markt Parkstein zusammengestellt. Diese Tabelle ist eine Teilliste der Liste der Bodendenkmäler in Bayern. Grundlage ist die Bayerische Denkmalliste, die auf Basis des Bayerischen Denkmalschutzgesetzes vom 1. Oktober 1973 erstmals erstellt wurde und seither durch das Bayerische Landesamt für Denkmalpflege geführt wird. Die folgenden Angaben ersetzen nicht die rechtsverbindliche Auskunft der Denkmalschutzbehörde.

## Bodendenkmäler in Parkstein

### Bodendenkmäler in der Gemarkung Hammerles
| Lage                 | Objekt | Akten-Nr.     | Bild |
| -------------------- | --- | ------------- | ---- |
| Hammerles (Standort) | Archäologische Befunde des abgegangenen spätmittelalterlichen und frühneuzeitlichen Hammerschlosses in Hammerles. | D-3-6238-0043 |      |

### Bodendenkmäler in der Gemarkung Meerbodenreuth
| Lage                                              | Objekt                               | Akten-Nr.     | Bild |
| ------------------------------------------------- | ------------------------------------ | ------------- | ---- |
| Meerbodenreuth Altenstadt a.d.Waldnaab (Standort) | Frühneuzeitliche Hofwüstung Reuthof. | D-3-6238-0059 |      |

### Bodendenkmäler in der Gemarkung Parkstein
| Lage                 | Objekt | Akten-Nr.     | Bild |
| -------------------- | --- | ------------- | ---- |
| Parkstein (Standort) | Urnenfelderzeitliche Höhensiedlung, archäologische Befunde im Bereich der mittelalterlichen Burgruine Parkstein.                                                                                    | D-3-6238-0017 |      |
| Parkstein (Standort) | Archäologische Befunde des Mittelalters und der frühen Neuzeit im Bereich der katholischen Pfarrkirche St. Pankratius in Parkstein, darunter die Spuren von Vorgängerbauten bzw. älterer Bauphasen. | D-3-6238-0032 |      |
| Parkstein (Standort) | Mittelalterlicher Burgstall. | D-3-6238-0033 |      |
| Parkstein (Standort) | Mittelalterlicher Erdstall. | D-3-6238-0036 |      |
| Parkstein (Standort) | Archäologische Befunde der frühen Neuzeit im Bereich des ehemaligen Schlosses von Parkstein. | D-3-6238-0079 |      |